# Yiruma
Yiruma, nombre artístico de Lee Ru-ma (Seúl, Corea del Sur, 15 de febrero de 1978), es un compositor surcoreano de melodías para piano.

## Biografía
Lee Ru-ma nació y creció en Corea del Sur, y se educó en Inglaterra. Yiruma comenzó a tocar el piano a la edad de cinco años, y posteriormente se trasladó a Londres a la edad de once años, con el propósito de estudiar en la Escuela de Música de Purcell. En diciembre de 1996 participó en el álbum The Musicians of Purcell. Tras graduarse de la Purcell School of Music en julio de 1997, Yiruma continuó sus aspiraciones musicales y completó una gran composición del King's College de Londres en junio de 2000. Mientras estudiaba en el King's College, lanzó su primer álbum Love Scene a través de los registros DECCA.
Además, durante su estancia en la universidad, participó en una gira musical en Europa. En un hito histórico para su país, Yiruma fue el primer artista coreano en recibir una invitación para actuar en el MIDEM 2002 en Cannes, Francia. Al principio de su carrera, sus discos fueron lanzados en Europa y Asia, los mismos que ya están disponibles a nivel internacional a través de diversas fuentes en línea como iTunes, Amazon, y la  Stomp Records, compañía discográfica de Yiruma.
En 2001 lanzó su álbum más popular hasta la fecha, First Love. En él figura su # 1 en ventas River Flows in You y desde entonces esta obra se ha publicado en otros dos álbumes. Yiruma lanzó su tercera producción, From The Yellow Room, en 2003. Antes de su salida oficial ya había vendido 30.000 copias y era el mejor clasificado en diversas de las listas de música más populares, incluyendo Yes24, Phono y Hot Tracks. Su gira por 12 ciudades de Corea fue un lleno total, así como su concierto de noviembre en el Seoul National Arts Center.
Su cuarto álbum fue POEMUSIC. En 2006, al año siguiente, compuso el tema principal de un popular drama de KBS, Vals de Primavera. En su quinto álbum, H.I.S Monologue, utilizó un piano preparado. Yiruma ha compuesto bandas sonoras para musicales, películas y obras de teatro. A pesar de ser exitoso en la industria de la música, Yiruma decidió servir en el ejército de Corea del Sur. Por lo tanto, en 2006 renunció a su ciudadanía británica y se alistó en la Armada de Corea. En abril de 2007, mientras estaba de licencia, Yiruma se casó con su novia Son Hye-im, la hermana mayor de la actriz y ex-concursante de Miss Corea Son Tae-young. 
Al término de su servicio en la Marina de guerra de Corea, emprendió en 2008 la gira Yiruma Come Back Tour, Ribbonized, en 20 ciudades de toda Corea. Por otro lado, el 1 de enero de 2009, se convirtió en un DJ de música de KBS1FM Yiruma de todo el mundo.
En septiembre de 2010,  canceló su contrato con  Stomp Music y firmó con Sony Music Entertainment de Corea.  Stomp Music presentó entonces una orden judicial para prohibir la venta de la música de Yiruma, y la petición fue aceptada por el tribunal en abril de 2011. Inmediatamente, Yiruma presentó una objeción contra la orden judicial y el veredicto del tribunal finalmente favoreció a Yiruma.
Yiruma es bien conocido en todo el mundo, y sus álbumes se venden en toda Asia, así como en los Estados Unidos y Europa. Sus piezas más famosas son Kiss the Rain, Love Me y River Flows in You.

## Discografía
|     |                              |          |  |  |  |  |  |  |  |  |
| N.º | Título                       | Duración |  |  |  |  |  |  |  |  |
| 1.  | «I»                          | 4:07     |  |  |  |  |  |  |  |  |
| 2.  | «May be»                     | 3:57     |  |  |  |  |  |  |  |  |
| 3.  | «Love me»                    | 4:01     |  |  |  |  |  |  |  |  |
| 4.  | «River flows in you»         | 3:04     |  |  |  |  |  |  |  |  |
| 5.  | «Passing by»                 | 4:32     |  |  |  |  |  |  |  |  |
| 6.  | «It's your day»              | 3:37     |  |  |  |  |  |  |  |  |
| 7.  | «When the love falls»        | 3:14     |  |  |  |  |  |  |  |  |
| 8.  | «Left my hearts»             | 3:08     |  |  |  |  |  |  |  |  |
| 9.  | «Time Forgets...»            | 4:54     |  |  |  |  |  |  |  |  |
| 10. | «On the way»                 | 4:35     |  |  |  |  |  |  |  |  |
| 11. | «Till I find you»            | 3:39     |  |  |  |  |  |  |  |  |
| 12. | «If I could see you again»   | 3:24     |  |  |  |  |  |  |  |  |
| 13. | «Dream a little dream of me» | 2:12     |  |  |  |  |  |  |  |  |
| 14. | «I...»                       | 4:11     |  |  |  |  |  |  |  |  |
| 15. | «Farewell»                   | 2:27     |  |  |  |  |  |  |  |  |

|     |                                        |          |  |  |  |  |  |  |  |  |
| N.º | Título                                 | Duración |  |  |  |  |  |  |  |  |
| 1.  | «Embrace Of Silence»                   |          |  |  |  |  |  |  |  |  |
| 2.  | «Dance»                                |          |  |  |  |  |  |  |  |  |
| 3.  | «Lamentation»                          |          |  |  |  |  |  |  |  |  |
| 4.  | «Papillon (Replayed)»                  |          |  |  |  |  |  |  |  |  |
| 5.  | «Heart»                                |          |  |  |  |  |  |  |  |  |
| 6.  | «Piano (Replayed)»                     |          |  |  |  |  |  |  |  |  |
| 7.  | «Far Away»                             |          |  |  |  |  |  |  |  |  |
| 8.  | «Variation On A Theme From `Dance`»    |          |  |  |  |  |  |  |  |  |
| 9.  | «Variation On A Theme From `Far Away`» |          |  |  |  |  |  |  |  |  |
| 10. | «Yearning»                             |          |  |  |  |  |  |  |  |  |
| 11. | «The Last Paradise»                    |          |  |  |  |  |  |  |  |  |

### Álbumes digitales
- 2009: Movement On A Theme
- 2009: Movement On A Theme - 2nd Movement
- 2008:  Kiss the Rain

### Grabaciones en directo
- Yiruma Live at HOAM Art Hall
- River Flows In You
- Kiss The Rain